# Ignace Schetz de Grobbendonk
Ignace Schetz de Grobbendonk, né  le 29 août 1625 à Bois-le-Duc (Pays-Bas) et décédé le 31 mai 1680 à Gand (Belgique), est un prêtre puis chanoine du diocèse de Tournai. Il a successivement été évêque de Ruremonde puis le 9e évêque de Namur et enfin le 11e évêque de Gand.

## Biographie
Ignace Schetz de Grobbendonk nait le 29 août 1625 à Bois-le-Duc dans le duché de Brabant (alors sous domination espagnole). Il est le fils d'Antoine Schetz, comte de Grobbendonck, baron de Wesemael et seigneur de Heystenbergh, et de Maria van Malsen (sa deuxième épouse), dame d'Oosterwijk et fille du seigneur de Tilbourg et Goirle. Étudiant à Louvain il y obtient son diplôme en droit. En 1655, il est ordonné prêtre et devient chanoine du chapitre de la cathédrale de Tournai et plus tard vicaire général du diocèse de Tournai.

## Carrière épiscopale

### Évêque de Ruremonde
En 1666, Ignace Schetz est nommé évêque de Ruremonde pour succéder à Eugène Albert d'Allamont (nl), qui a été transféré à Gand, mais ne peut prendre possession du siège à cause des conséquences du second incendie urbain de 1665. Il choisit comme devise épiscopale : « In labore quies » (« Dans le travail, la paix »).

### Évêque de Namur
Le 1er avril 1669, il est nommé évêque de Namur et consacré évêque le 12 mai 1669 (à l'âge de 44 ans).

### Évêque de Gand
Le 8 mars 1679, Schetz est transféré à Gand, ce qui est confirmé par le pape Innocent XI le 13 novembre 1679. Le 8 janvier 1680, il fait son entrée officielle à Gand.
Le 25 mai 1680 Schetz développe soudainement une grave infection de la gorge. Il en meurt le 31 mai 1680: il a à peine 55 ans.  Son corps est enterré le 2 juin dans la crypte d'Albert de Hornes lors d'une cérémonie très sobre (comme il l'avait lui-même demandé) en la cathédrale de Gand.

## Sources
- (en) Cet article est partiellement ou en totalité issu de l’article de Wikipédia en anglais intitulé « Ignace Schetz de Grobbendonk » (voir la liste des auteurs).

- (nl) Cet article est partiellement ou en totalité issu de l’article de Wikipédia en néerlandais intitulé « Ignaas August Schetz van Grobbendonck » (voir la liste des auteurs).